# Thripidae
Thripidae (лат.) — семейство трипсов (Thysanoptera), крупнейшее в составе отряда. Около 2000 видов. Для фауны бывшего СССР указывалось около 160 видов (37 родов).

## Распространение
Встречаются повсеместно, практические всюду, где есть растения. Большинство видов отмечено в тропиках и субтропиках, но несколько видов отмечены даже в приполярных условиях от субарктики до субантарктики. Например, трипсы из семейства Thripidae найдены в Гренландии (Ceratothrips ericae) и на островах Кергелен (Frankliniella antarctica) и Маккуори. Такие виды, как Aptinothrips rufus, западный цветочный трипс (Frankliniella occidentalis), гладиолусовый трипс (Thrips simplex) и табачный трипс (Thrips tabaci) с помощью человека расселись по многим материкам.

## Описание
Длина 1—2 мм. Усики состоят из 6—9 члеников (чаще из 7—8). Нижнечелюстные щупики чаще 3-члениковые (реже состоят из 2 сегментов). На заострённых у вершины передних крыльях одна краевая и 1—2 продольные жилки (поперечных жилок нет). Яйцеклад самок изогнут вниз. Фитофаги, многие наносят вред культурным растениям. Известны хищники, которые питаются паутинными клещами. Древнейшие ископаемые представители (Convexithrips robustus Shmakov, 2009), обнаружены в отложениях Мелового периода.

## Систематика
Семейство включает около 300 родов и четыре подсемейства; в крупнейшем подсемействе Thripinae — около 1700 видов и более 200 родов. Более 40 % родов — монотипические, лишь 30 родов включает более десяти видов. К крупнейшим родам относят Thrips (около 280 видов) и Frankliniella (около 220 видов).
- Dendrothripinae Priesner, 1925
  - Apodendrothrips — Asprothrips — Dendrothrips — Edissa — Ensiferothrips — Filicopsothrips — Halmathrips — Leucothrips — Parsiothrips — Petrothrips — Praedendrothrips — Projectothripoides — Pseudodendrothrips — Schedodendrothrips — Sussericothrips — Synnastothrips
- Panchaetothripinae Bagnall, 1912[4]
  - Anisopilothrips — Aoratothrips — Arachisothrips — Araliacothrips — Archaeothrips — Astrothrips — Australothrips — Bhattithrips — Brachyurothrips — Caliothrips — Chaeturothrips — Copidothrips — Dinurothrips — Elixothrips — Euhydatothrips — Euidothrips — Galeothrips — Helionothrips — Heliothrips — Hemingia — Hercinothrips — Hoffeinsithrips — Hoodothrips — Monilothrips — Moundothrips — Noathrips — Oneilliella — Opimothrips — Panchaetothrips — Parthenothrips — Phibalothrips — Retithrips — Rhipiphorothrips — Selenothrips — Sigmothrips — Stannardiola — Tryphactothrips — Xestothrips — Zaniothrips
- Sericothripinae Karny, 1921
  - Biltothrips — Corcithrips — Elbuthrips — Hydatothrips — Kazinothrips — Neohydatothrips — Pyrothrips — Sariathrips — Sensothrips — Sericothrips — Zonothrips
- Thripinae Stevens, 1829
  - Abacothrips — Acremonothrips — Adelphithrips — Afrothripella — Agalmothrips — Agerothrips — Agriothrips — Agrostothrips — Ajothrips — Akheta — Alathrips — Aliceathrips — Amalothrips — Ameranothrips — Amomothrips — Amorphothrips — Amphithrips — Amphorothrips — Anaphothrips — Anaphrygmothrips — Anarrhinothrips — Anascirtothrips — Aneristothrips — Aneurothrips — Apterothrips — Aptinothrips — Arenathrips — Aroidothrips — Arorathrips — Arpediothrips — Asphodelothrips — Aurantothrips — Ayyaria — Bacathrips — Baileyothrips — Baliothrips — Balticothrips — Bathrips — Belothrips — Bhattiana — Biltothrips — Blascothrips — Bolacothrips — Bournierothrips — Bradinothrips — Bravothrips — Bregmatothrips — Brooksithrips — Calothrips — Capitothrips — Caprithrips — Catinathrips — Ceratothripoides — Ceratothrips — Cercyothrips — Cestrothrips — Chaetanaphothrips — Chaetisothrips — Charassothrips — Chilothrips — Chirothrips — Clypeothrips — Collembolothrips — Coremothrips — Corynothrips — Craspedothrips — Cricothrips — Ctenidothrips — Ctenothrips — Danothrips — Decorothrips — Dendrothripoides — Dentothrips — Desertathrips — Deuterobrachythrips — Diarthrothrips — Dichromothrips — Dictyothrips — Dikrothrips — Dodonaeathrips — Doonthrips — Drepanothrips — Dyseringothrips — Echinothrips — Enneothrips — Eochirothrips — Ephedrothrips — Ereikithrips — Eremiothrips — Ernothrips — Eryngyothrips — Euphysothrips — Exothrips — Faureana — Ficothrips — Filipinothrips — Firmothrips — Flavidothrips — Florithrips — Foliothrips — Frankliniella — Fulmekiola — Furcathrips — Furcithrips — Gabanithrips — Glaucothrips — Gnomonothrips — Graminothrips — Helenothrips — Hemianaphothrips — Hengduanothrips — Himalthrips — Hyalopterothrips — Idolimothrips — Incertothrips — Indusiothrips — Iridothrips — Isunidothrips — Javathrips — Kakothrips — Karphothrips — Kenyattathrips — Kranzithrips — Krokeothrips — Kurtomathrips — Laplothrips — Larothrips — Lefroyothrips — Lewisothrips — Limothrips — Lipsanothrips — Lomatothrips — Longothrips — Macrurothrips — Masamithrips — Mecothrips — Megalurothrips — Metaxyothrips — Microcephalothrips — Monothrips — Moundinothrips — Muscithrips — Mycterothrips — Neocorynothrips — Neurisothrips — Nexothrips — Nigritothrips — Octothrips — Odontanaphothrips — Odontothripiella — Odontothrips — Oelschlaegera — Okajimaella — Organothrips — Oxyrrhinothrips — Oxythrips — Ozanaphothrips — Paithrips — Palmiothrips — Pandorathrips — Parabaliothrips — Paraleucothrips — Parascirtothrips — Parascolothrips — Parexothrips — Paulus — Pelikanothrips — Pezothrips — Physemothrips — Platythrips — Plesiothrips — Plutonothrips — Priesneriola — Prionotothrips — Procerothrips — Projectothrips — Proscirtothrips — Prosopoanaphothrips — Prosopothrips — Protanaphothrips — Psectrothrips — Pseudanaphothrips — Pseudothrips — Pseudoxythrips — Psilothrips — Psydrothrips — Pteridothrips — Ranjana — Retanathrips — Rhabdothrips — Rhamphiskothrips — Rhamphothrips — Rhaphidothrips — Rhinothripiella — Rhinothrips — Rubiothrips — Salpingothrips — Saxonothrips — Sciothrips — Scirtidothrips — Scirtothrips — Scolothrips — Sericopsothrips — Siamothrips — Simulothrips — Sitothrips — Smeringothrips — Smilothrips — Sminyothrips — Solanithrips — Sorghothrips — Sphaeropothrips — Stannardia — Stenchaetothrips — Stenothrips — Striathrips — Synaptothrips — Systenothrips — Taeniothrips — Takethrips — Tamaricothrips — Tameothrips — Telothrips — Tenothrips — Theilopedothrips — Thermothripoides — Thermothrips — Thrips — Tmetothrips — Toxonothrips — Trachynotothrips — Trichromothrips — Tusothrips — Vulgatothrips — Watanabeothrips — Wegenerithrips — Xerothrips — Yaobinthrips — Yaothrips — Yoshinothrips — Zurstrassenia